# 28S рРНК

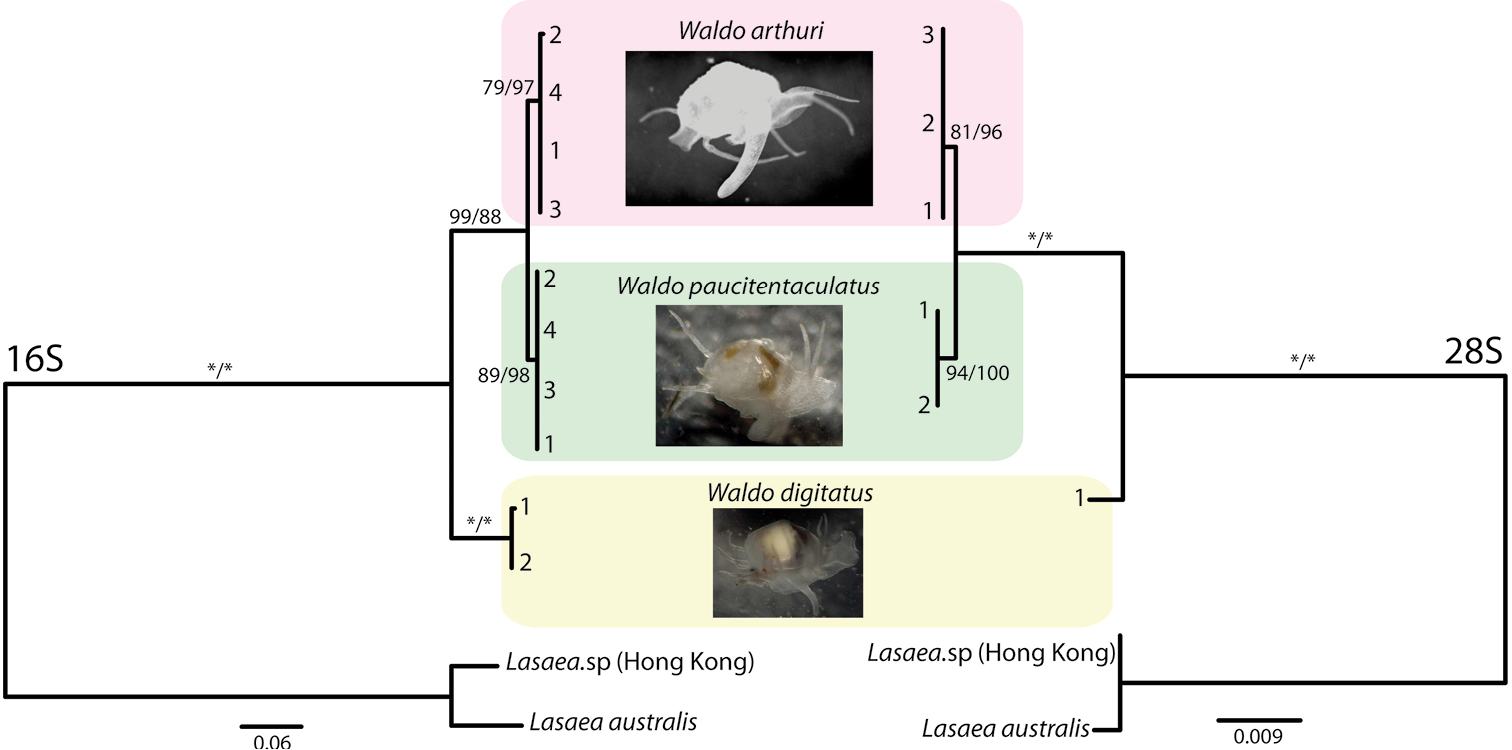
Филогения митохондриальной 16S и ядерной 28S рибосомной ДНК трех видов моллюсков, принадлежащих к роду Waldo

28S рибосомная РНК — структурная рибосомная РНК (рРНК) большой субъединицы эукариотических цитоплазматических рибосом и, таким образом, одна из основных компонентов всех эукариотических клеток. Она имеет размер 25S у растений и 28S у млекопитающих, отсюда название 25S – 28S рРНК.
В сочетании с 5,8S рРНК на 5'-стороне, это эукариотический ядерный гомолог прокариотической 23S и митохондриальной 16S рибосомной РНК.

## Использование в филогении
Гены, кодирующие 28S рРНК, называют 28S рДНК. Сравнение последовательностей этих генов иногда используется в молекулярном анализе для построения филогенетических деревьев, например, у простейших,  грибов,  насекомых,  тихоходок,  и позвоночных.

## Состав
28S рРНК имеет длину, как правило, 4000–5000 нт.
У некоторых эукариот 28S рРНК в рибосоме расщеплена на две части, что может происходить как до сборки рибосомы, так и после сборки. На последнее указывает поверхностное расположение места разреза в одном из исследований. Явление названо «скрытым разрывом» (hidden break).

## Базы данных
Несколько баз данных предоставляют выравнивания и аннотации последовательностей рРНК LSU для сравнительных целей:
- RDP, [13] Проект базы данных рибосом; [14] [15]
- SILVA, проект базы данных генов рибосомных РНК. [16]